# R. T. Guinn
R. T. Guinn, né le 19 février 1981, à Bryan, au Texas, est un joueur américain de basket-ball. Il évolue au poste d'ailier fort.

## Palmarès
- Champion de Grèce 2013
- Champion d'Ukraine 2009
- Coupe d'Ukraine 2009, 2013